# Каос (телесеріал)
Каос (англ. Kaos), стилізовано як КАОС — британський міфологічний комедійний телесеріал, створений Чарлі Ковелл для Netflix. Сюжет розгортається навколо трьох людей, які виявляють, що пов'язані між собою стародавнім пророцтвом. Тепер їм доводиться мати справу з зарозумілими богами античної міфології.
Прем'єра серіалу на Netflix відбулась 29 серпня 2024 року.

## Сюжет
Всемогутній бог Зевс починає боятися кінця свого правління, коли помічає зморшку на своєму лобі, яка, ймовірно, вказує на кінець світу. Він стає параноїком. Тим часом троє людей починають виявляти зв'язки один з одним і грецькими богами.

## Акторський склад
- Джефф Голдблюм — Зевс
- Джанет Мактір — Гера
- Кліфф Кертіс — Посейдон
- Девід Тьюліс — Аїд
- Кілліан Скотт — Орфей
- Дебі Мейзар — Медуза
- Стівен Діллейн — Прометей
- Аврора Перріно — Рідді (Еврідіка)
- Міся Батлер — Кеней
- Лейла Фарзад — Арі (Аріадна)
- Набхан Різван(інші мови) — Діоніс
- Мет Фрейзер(інші мови) — Дедал
- Ракі Айола(інші мови) — Персефона
- Стенлі Таунсенд(інші мови) — Мінос
- Біллі Пайпер — Кассандра
- Сьюзі Іззард — Лахі (Лахесіс)
- Феді Ельсаєд(інші мови) — Главк
- Томі Егбовон-Огунджобі — Мута
- Джіліан Каллі — Гекаба
- Шила Оммі — Пас (Пасіфая)
- Аманда Дуж(інші мови) — Андромаха
- Деніел Лоуренс Тейлор(інші мови) — Тесей
- Рамон Тікарам(інші мови) — Харон
- Джо Мак-Ґанн(інші мови) — Поліфем

## Дубляж українською
- Студія: Постмодерн[3]
- Режисер дубляжу: Людмила Петриченко
- Перекладач: Юлія Євсюкова
- Спеціаліст з адаптації: Юлія Євсюкова, Анна Альзоба
- Звукооператор: Олександр Кривов'яз
- Спеціаліст зі зведення звуку: Олександр Кривов'яз
- Менеджер проекту: Аліна Журба

Ролі дублювали:
- Зевс — Андрій Самінін
- Орфей — Дмитро Гаврилов
- Рідді — Ольга Гриськова
- Кеней — Кирило Татарченко
- Діоніс — Олександр Погребняк
- Гера — Ольга Радчук
- Аріадна — Людмила Петриченко
- Прометей — В'ячеслав Чорненький
- Посейдон — Роман Чорний
- Президент Мінос — Олександр Ігнатуша
- Тесей, Едріан — Роман Молодій
- Кассандра, Пас, Іпполіта ІІ — Марина Клодницька
- Каллі, Андромаха — Ірина Ткаленко
- Аїд — Михайло Кришталь
- Персефона — Лідія Муращенко
- Харон — Андрій Твердак
- Пру — Анастасія Назарова
- Медуза — Світлана Шекера
- Лахесіс — Монро
- Анатоль — Максим Самчик
- Клото — Тамара Морозова
- Атропа — Лариса Руснак
- Діа — Анна Павленко
- Агата, Алекто — Олена Узлюк
- Кадмус — Дмитро Вікулов
- Поліфем, Дедал — Володимир Терещук
- Накс — В'ячеслав Хостікоєв
- Мег — Анастасія Павленко
- Тісі — Анастасія Зіновенко
- Міріна — Людмила Суслова

Додатковий акторський склад: Роман Солошенко, Аліна Проценко, Віталій Ізмалков, Дмитро Тварковський, Максим Чумак, Майя Ведернікова, Надія Хільська, Ілля Локтіонов, Дмитро Вікулов, Наталія Ярошенко,

## Епізоди
| № серії | Назва серії            | Режисер(и)         | Сценарист(и)    | Оригінальна дата виходу |
| ------- | ---------------------- | ------------------ | --------------- | ----------------------- |
| 1       | «Епізод 1» «Episode 1» | Георгі Бенкс-Девіс | Чарлі Ковелл    | 29 серпня 2024          |
| 2       | «Епізод 2» «Episode 2» | Георгі Бенкс-Девіс | Чарлі Ковелл    | 29 серпня 2024          |
| 3       | «Епізод 3» «Episode 3» | Георгі Бенкс-Девіс | Чарлі Ковелл    | 29 серпня 2024          |
| 4       | «Епізод 4» «Episode 4» | Руньяраро Мапфумо  | Чарлі Ковелл    | 29 серпня 2024          |
| 5       | «Епізод 5» «Episode 5» | Георгі Бенкс-Девіс | Чарлі Ковелл    | 29 серпня 2024          |
| 6       | «Епізод 6» «Episode 6» | Руньяраро Мапфумо  | Джорджія Хрісту | 29 серпня 2024          |
| 7       | «Епізод 7» «Episode 7» | Руньяраро Мапфумо  | Чарлі Ковелл    | 29 серпня 2024          |
| 8       | «Епізод 8» «Episode 8» | Георгі Бенкс-Девіс | Чарлі Ковелл    | 29 серпня 2024          |

## Сприйняття
На сайті-агрегаторі рецензій Rotten Tomatoes, 69 % з 29 оглядів критиків є позитивними, з середньою оцінкою 6.5/10. На сайті Metacritic телесеріал має оцінку 69 зі 100 на основі 19 оглядів, що відносить його до категорії «загалом позитивні відгуки».